# Pinus pinceana
Pinus pinceana Gord. – gatunek drzewa iglastego z rodziny sosnowatych (Pinaceae). Występuje w Meksyku (Coahuila, Hidalgo, Querétaro, San Luis Potosí, Zacatecas).

## Morfologia
PokrójDrzewo o zaokrąglonej koronie, z regularnymi gałęziami i zwisającymi gałązkami.
PieńOsiąga 10 m wysokości, 25 cm średnicy.
LiścieIgły osadzone po 3 na krótkopędach. Osiągają 6–12 cm długości, 0,8 mm grubości.
SzyszkiSzyszki żeńskie zwisające, o długości 6–11 cm, szerokości 4–5 cm, po otwarciu 5–7 cm. Nasiona duże, o długości 11–13 mm, ze skrzydełkiem długości 1–2 mm.

## Biologia i ekologia
Drzewo wiatropylne. Jedna wiązka przewodząca w liściu.
Występuje na wysokości 1500–2300 m n.p.m., na suchych stanowiskach. Zazwyczaj towarzyszy jej Pinus cembroides i zarośla kserofitów, w tym kaktusy i agawy.

## Systematyka i zmienność
Pozycja gatunku w obrębie rodzaju Pinus:
- podrodzaj Strobus
  - sekcja Parrya
    - podsekcja Cembroides
      - gatunek P. pinceana

Pinus pinceana jest najbliżej spokrewniona z Pinus maximartinezii i Pinus rzedowskii.

## Zagrożenia
Międzynarodowa organizacja IUCN przyznała temu gatunkowi kategorię zagrożenia NT (near threatened), uznając go za bliski zagrożeniu.